# Giải bóng đá nữ U19 quốc gia 2012
Giải bóng đá nữ U19 quốc gia 2012 là giải bóng đá nữ dành cho lứa tuổi dưới 19 tuổi ở Quốc gia Việt Nam, đây là mùa giải thứ sáu do VFF tổ chức. Giải bóng đá nữ lứa tuổi 19 quốc gia 2012 năm nay sẽ diễn ra tại Sân vận động Hà Nam, Thành phố Phủ Lý, Tỉnh Hà Nam từ ngày 14/7 đến ngày 25/7/2012 với sự tham gia của 5 đội bóng: Gang Thép Thái Nguyên, Than Khoáng sản Việt Nam, Hà Nội, Phong Phú Hà Nam và Thành phố Hồ Chí Minh.

## Điều lệ giải
Trong hoàn cảnh khó khăn của bóng đá nữ về tuyển chọn và đào tạo cầu thủ trẻ, giải bóng đá nữ lứa tuổi 19 quốc gia năm nay sẽ tiếp tục áp dụng luật thi đấu 11 người, Ban tổ chức giải chấp thuận cho các đội sử dụng tối đa 3 cầu thủ dưới 23 thi đấu trên sân và được phép thay thế tối đa 5 cầu thủ thay.
Năm đội bóng gồm Gang Thép Thái Nguyên, Than Khoáng sản Việt Nam, Hà Nội, Phong Phú Hà Nam và Thành phố Hồ Chí Minh sẽ thi đấu vòng tròn một lượt để tính điểm xếp hạng. Sau đó căn cứ vào thứ hạng các đội đã đạt được, bốn đội chia thành 2 cặp thi đấu tranh chức Vô địch và Hạng ba.

## Bảng xếp hạng
| Thứ tự | Đội                             | Trận | Thắng | Hòa | Thua | Hiệu số | Điểm |
| 1      | U19 nữ Phong Phú Hà Nam         | 4    | 3     | 1   | 0    | 6/1     | 10   |
| 2      | U19 nữ Hà Nội                   | 4    | 3     | 0   | 1    | 11/2    | 9    |
| 3      | U19 nữ Thành phố Hồ Chí Minh    | 4    | 2     | 0   | 2    | 10/4    | 6    |
| 4      | U19 nữ Gang Thép Thái Nguyên    | 4    | 1     | 0   | 3    | 1/14    | 3    |
| 5      | U19 nữ Than Khoáng Sản Việt Nam | 4    | 0     | 1   | 3    | 1/8     | 1    |

## Kết quả chi tiết
|                          | Gang thép Thái Nguyên | Than Khoáng sản Việt Nam | Thành phố Hồ Chí Minh | Hà Nội | Phong Phú Hà Nam |
| ------------------------ | --------------------- | ------------------------ | --------------------- | ------ | ---------------- |
| Gang thép Thái Nguyên    | xxx                   |                          | 0-6                   | 0-5    |                  |
| Than Khoáng sản Việt Nam | 0-1                   | xxx                      | 0-3                   | 1-4    |                  |
| Thành phố Hồ Chí Minh    |                       |                          | xxx                   | 0-2    |                  |
| Hà Nội                   |                       |                          |                       | xxx    | 0-1              |
| Phong Phú Hà Nam         | 3-0                   | 0-0                      | 2-1                   |        | xxx              |

(Hàng dọc: đội chủ nhà; Hàng ngang: đội khách)

## Trận tranh hạng ba
|  | v        |  |
|  | -------- |  |
|  | Chi tiết |  |

|  |   | Luân lưu 11m |
|  | ' |              |

## Trận chung kết
Đội chủ nhà Phong Phú Hà Nam đã giành quyền vào tranh ngôi vô địch với chuỗi 4 trận bất bại, bỏ túi 10 điểm. Trong khi Hà Nội xếp ở vị trí thứ nhì với 3 trận thắng và chỉ thua 1 trận (trước Phong Phú Hà Nam). Mặc dù từng đánh bại đối thủ 1-0 ở vòng bảng, nhưng trong trận chung kết, Phong Phú Hà Nam đã không tái lập lại chiến công ấy khi gặp Hà Nội, dù có phần nhỉnh hơn, tạo được nhiều cơ hội ăn bàn rõ nét hơn. Không thể đánh bại Hà Nội trong giờ đấu chính thức, đội chủ nhà đành phải đứng nhìn đội bóng trẻ đến từ Thủ đô nâng cúp vô địch khi thất thủ với tỷ số 5-7 sau loạt luân lưu may rủi.
|  | v        |  |
|  | -------- |  |
|  | Chi tiết |  |

|  |       | Luân lưu 11m |
|  | 5 - 7 |              |

## Tổng kết mùa giải
- Đội vô địch: U19 nữ Hà Nội[3].
- Đội thứ nhì: U19 nữ Phong Phú Hà Nam
- Đội thứ ba: U19 nữ Thành phố Hồ Chí Minh
- Giải phong cách: U19 nữ Phong Phú Hà Nam
- Cầu thủ xuất sắc nhất giải: Trần Thị Thảo Nguyên (7 - TP Hồ Chí Minh)
- Thủ môn xuất sắc nhất giải: Lại Thị Tuyết (23 - Phong Phú Hà Nam)
- Cầu thủ ghi nhiều bàn thắng nhất giải: Nguyễn Thị Mỹ Hảo (16 - Hà Nội, 4 bàn) và Vũ Thị Nhung (21 - Hà Nội, 4 bàn).